# Haut-Nkam

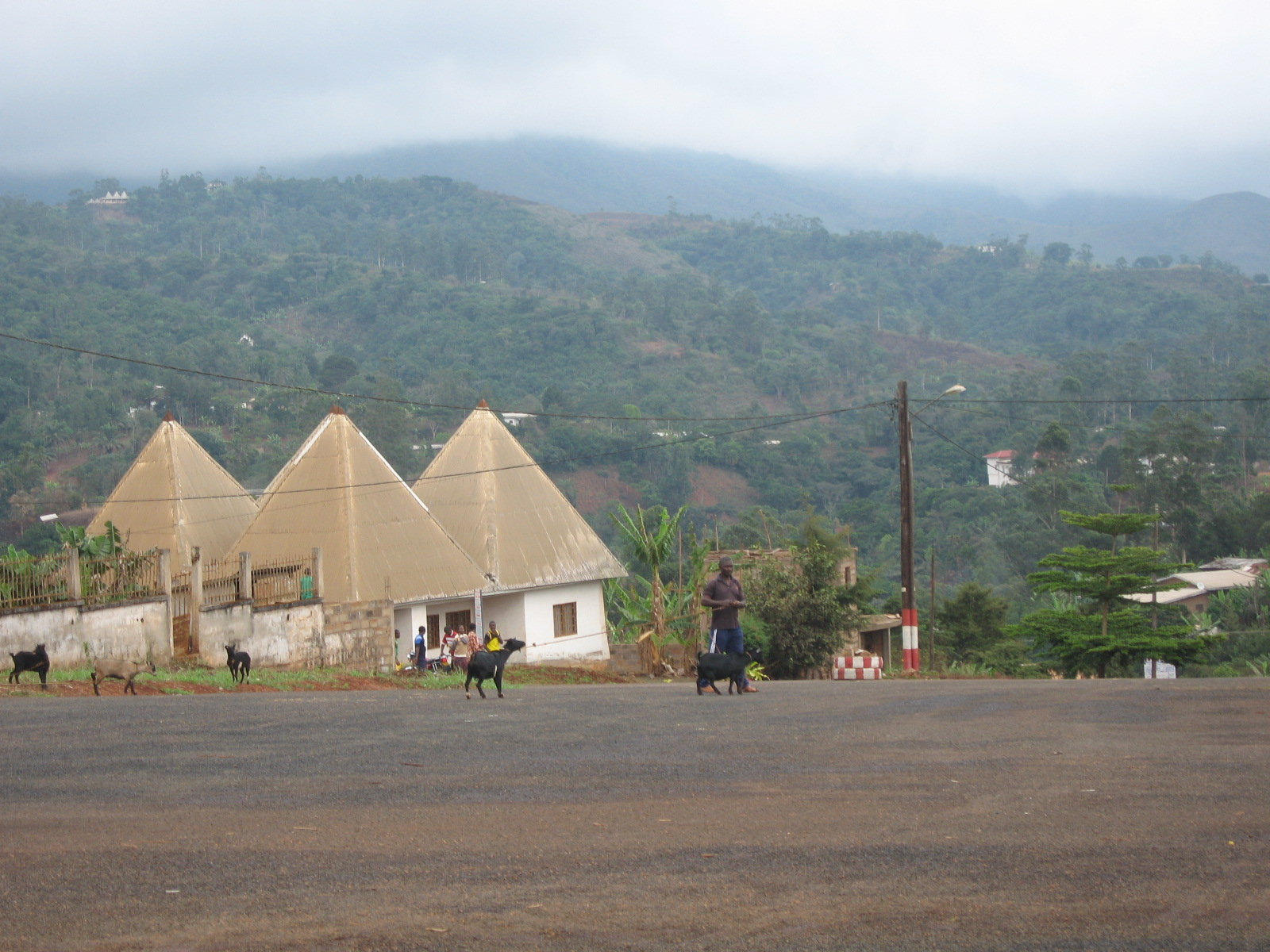
Een straat in Bana

Haut-Nkam is een departement in Kameroen, gelegen in de regio Ouest. De hoofdstad van het departement heet Bafang. De totale oppervlakte bedraagt 958 km². Er wonen 203 251 mensen in Haut-Nkam.

## Districten
Haut-Nkam is onderverdeeld in acht districten:
- Bana
- Bafang (stad)
- Bafang (platteland)
- Bandja
- Banka
- Bakou
- Batcheu
- Kékem